# Філософова Анна Павлівна
Анна Павлівна Філософова (рос. Анна Павловна Философова; уроджена Дягілєва; 5 серпня 1837 — 17 березня 1912) — російська філантропка і феміністка.

## Біографія

### Раннє життя

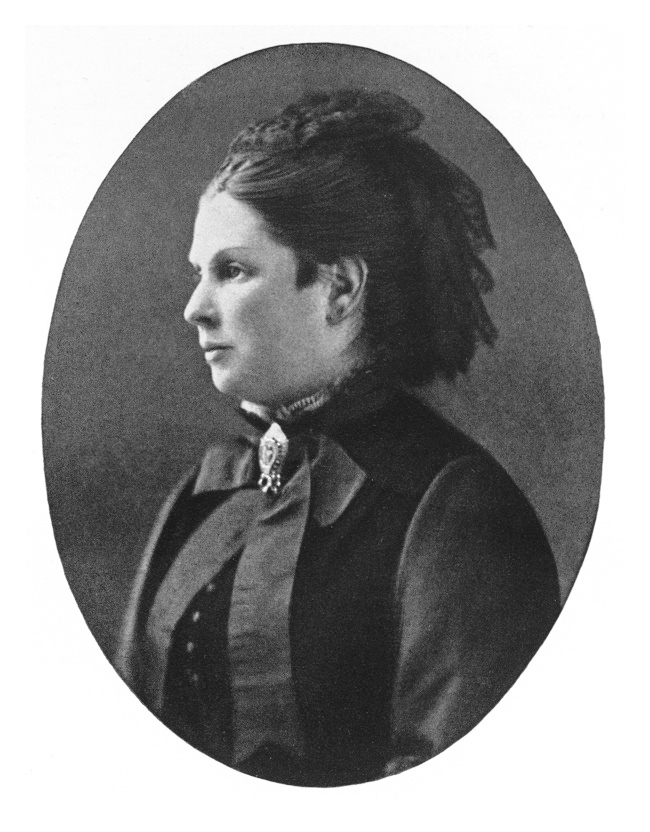
Філософова близько 1880 року

Філософова народилася в заможній дворянській родині в Санкт-Петербурзі. Її батько Павло Дягілєв був чиновником міністерства фінансів, який у 1850 році вийшов на пенсію і почав займатися бізнесом. У 1855 році він став фанатично релігійним, і відповідальність за сімейний бізнес перейшла на матір Анни. Анна була наймолодшою з дев'яти дітей. Освіту здобула вдома, за звичаєм аристократичних родин того часу. У 1855 році вона вийшла заміж за Володимира Дмитровича Філософова, могутнього чиновника міністерства війни та оборони. У Анни було шестеро дітей, найвідомішим з них став письменник Дмитро Філософов.
Чоловік Анни походив з кріпацької родини, і після їхнього шлюбу вона часто відвідувала маєток Філософових у Бежаницях. Батько Філософова був тираном, і спосіб життя в маєтку сильно вплинув на Анну. Саме тут вона вперше почала замислюватися над соціальними проблемами, а особливо про тяжке становище незаможних селян і кріпаків. Її перша філантропічна діяльність стосувалась забезпечення бідних їжею та ліками. Приблизно в цей час вона познайомилася з Марією Трубніковою, жінкою, яка цікавилася соціальними змінами, вона подарувала Анні книги з жіночих питань. Анна сказала про Марію, що вона «ангел, ніжний і терплячий. Вона розвивала мене, читала зі мною. Це було важко, бо я нічого не знала».

### Кар'єра
У 1860 році Анна, Марія та їхня подруга Надія Стасова заснували «Товариство дешевого житла та іншої допомоги жителям Санкт-Петербурга» на основі нового філантропічного методу. Філософова вважала, що замість того, щоб давати бідним грошову допомогу, краще їх навчати і виховати, щоб вони могли самостійно заробляти на життя. Вони надали дешеве житло для бідних жінок і швейні роботи на місцевих підприємствах. Товариство придбало власну будівлю, отримало великий підряд на швейні роботи від військових. Анна та її друзі заснували кілька товариств, серед яких «Товариство організації праці для жінок» та «Жіноча видавнича артіль».
Після Кримської війни Росія запровадила великі реформи в системі освіти і, відкриваючи університети для неблагородних чоловіків, також заснувала 131 школу для дівчат, з яких 37 давали вищу освіту. Філософова була засновницею одного з модних на той час літературних дискусійних гуртків разом з Трубніковою та Стасовою:  Трубнікова, дочка одного з учасників повстання декабристів, була подругою Жозефіни Батлер і знайома з Західна феміністична література.
Найамбітнішим починанням Анни та її однодумців було просування освіти для жінок. У 1867 році вони надіслали петицію з чотирма сотнями підписів до царя Олександра II з проханням дозволити відкрити перші жіночі курси вищої освіти в Санкт-Петербурзькому державному університеті. З боку консерваторів був сильний опір вступу жінок до університету, і їх не підтримав міністр освіти Дмитро Толстой. Толстой дозволив жінкам почати відвідувати лекції професорів університету, часто безкоштовно. У 1871 році ці неформальні курси отримали назву «Володимирський», за назвою училища, де вони проводилися. Реакція на курси з боку суспільства вищого класу була однозначно негативною. Багато студенток виїхали за кордон для завершення навчання. У 1875 році курси були закриті. У 1876 році Анна змогла отримати офіційний дозвіл на відкриття першого російського жіночого університету, відомого як Бестужевські курси на честь їх номінального засновника Костянтина Бестужева-Рюміна.

### Пізніше життя
Анна була відома своєю добротою і щедрістю, до неї часто зверталися за допомогою сім’ї засуджених і засланих революціонерів. Її симпатії до революціонерів були непопулярні серед російських чиновників. У 1879 році вона була вислана за кордон за надання допомоги революційним організаціям, отримала дозвіл повернутися лише в 1881 році. Після вбивства царя в 1881 році Анна, тепер відома своїми революційними симпатіями, не знайшла прихильників та прихильниць для подальших соціальних проектів. Було ослаблено й службове становище її чоловіка, тож сім’я була змушена жити скромніше.

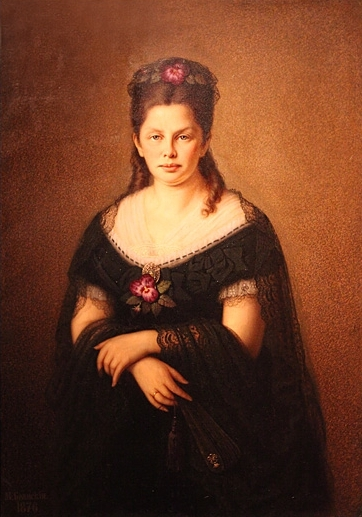
Портрет Філософової пензля Михайла Брянського, 1876 р.

Анна повернулася до громадського життя наприкінці 1880-х і на початку 1890-х років, коли почала надавати допомогу голодуючим в Поволжі. У 1892 р. вступила до «Санкт-Петербурзького комітету пропаганди грамотності». У 1895 році вона заснувала та очолювала «Благодійну асоціацію російських жінок», феміністичну організацію, яка була офіційно названа благодійною організацією, оскільки всі форми політичної діяльності були заборонені. Того ж року в Росії було засновано жіночий медичний університет, а в 1904 році курси жіночих університетів знову були дозволені за межами столиці. У зв'язку з цим Філософова була відзначена царем за роботу в «Товаристві фінансів освітніх курсів для жінок». У 1905 році російські університети були відкриті для жінок, і курси жіночих університетів більше не були потрібні. Того ж року чоловікам було надано виборче право та дозволена політична діяльність, після чого жіноча група представила свою першу вимогу щодо виборчого права для жінок.
Анна була обрана головою Міжнародної ради жінок у 1899 році. Вона брала участь у Російській революції 1905 року, приєднавшись до Конституційно-демократичної партії і врешті виступила головою першого російського жіночого конгресу в 1908 році. Цілі Анни об’єднати російських жінок були невдалими, в основному через кількість фракцій всередині руху. Після з'їзду Анна та деякі її однодумці отримали недоброзичливі листи від ультраконсервативного депутата Думи Володимира Пурішкевича. Анна оприлюднила лист і подала на Пурішкевича до суду, де його засудили до місяця арешту.
У 1908 році Анна приєдналася до Російського теософського товариства, у створенні якого вона допомогла. У 1911 році в Росії відзначали п'ятдесятий ювілей громадської діяльності Анни, що представляла прогрес і досягнення жіночого руху в Росії. Участь у ювілеї взяли понад сто жіночих організацій, які виступили зі зверненнями. Її також вшанували депутати Думи в Маріїнському палаці. Вона померла в Санкт-Петербурзі, і на її похороні були присутні тисячі людей.